# Gradašnica (Pirot)
Pour les articles homonymes, voir Gradašnica.
Gradašnica (en serbe cyrillique : Градашница) est un village de Serbie situé dans la municipalité de Pirot, district de Pirot. Au recensement de 2011, il comptait 363 habitants.

## Démographie

### Évolution historique de la population
| 1948 | 1953 | 1961 | 1971 | 1981 | 1991 | 2002 | 2011 |
| ---- | ---- | ---- | ---- | ---- | ---- | ---- | ---- |
| 690  | 695  | 698  | 657  | 660  | 452  | 412  | 363  |

|  |